# Osteen (botanica)
Il mango Osteen è una cultivar di mango che ha avuto origine nell'isola di Merritt in Florida.

## Storia
L'albero originale nacque da un seme piantato nel 1935 nella proprietà di S.A. Osteen che fu il primo commissario di contea nella contea di Brevard, Florida. Fu segnalato che 'Osteen' fosse un semenzale di 'Haden', fatto corroborato da successive analisi del pedigree. L'albero fruttificò per la prima volta nel 1940 e gli fu attribuito il nome della famiglia Osteen, ben nota sul luogo, che viveva nella suddivisione Lotus della South Tropical Trail sull'isola di Merritt dal tardo diciannovesimo secolo. I loro discendenti vivono ancora lì oggi.
'Osteen' in seguito fu considerata adatta ad un utilizzo commerciale e adottata da diverse aziende a causa della sua buona produzione di colore e buon sapore. Oggi è una delle cultivar preferite in Europa e in Florida è ancora coltivata su piccola scala sull'isola di Merritt.
Alberi di 'Osteen' sono piantati al deposito del germoplasma dell'USDA a Miami e al Fruit and Spice Park di Miami-Dade a Homestead.

## Descrizione

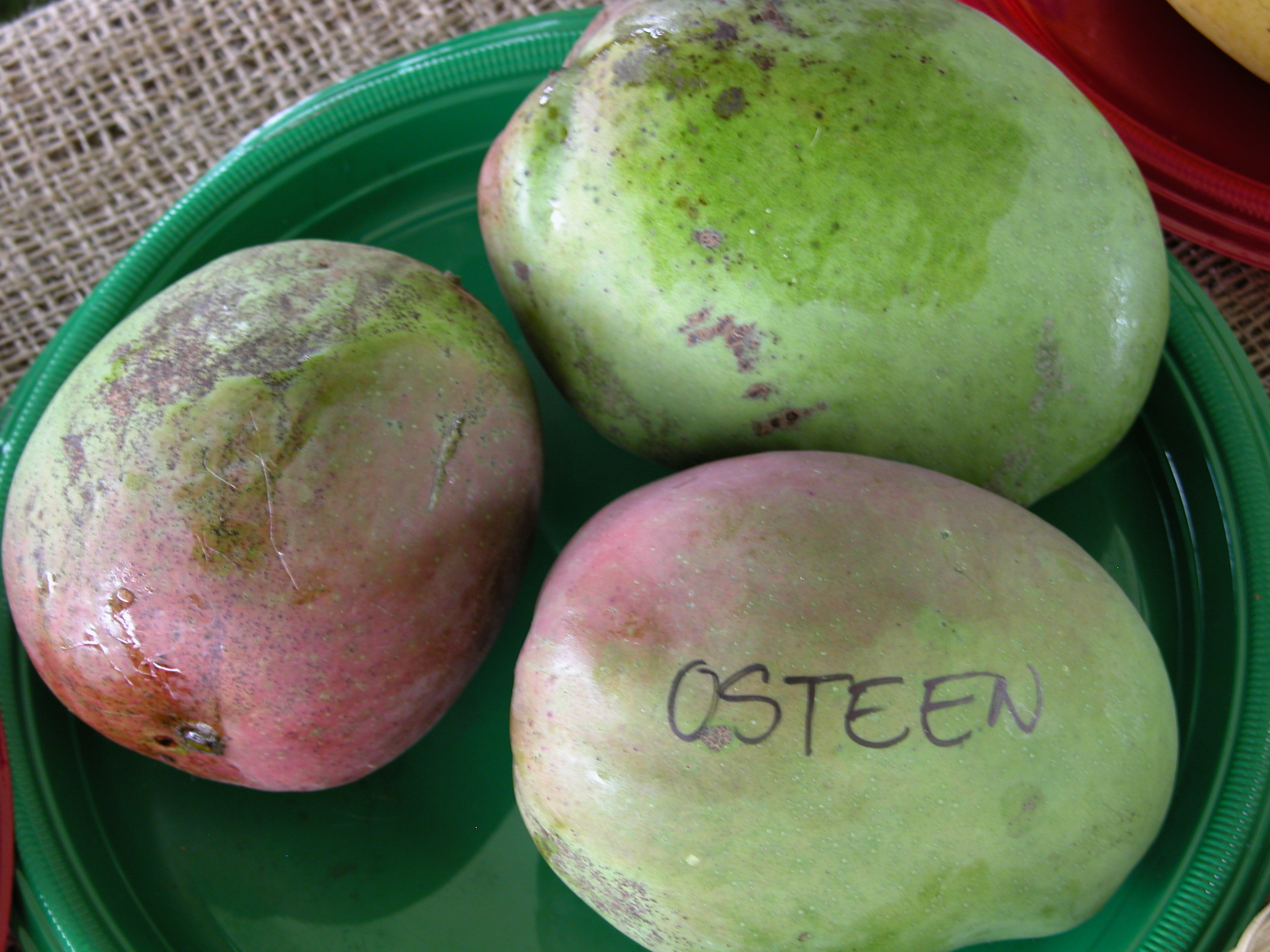
Mango di varietà 'Osteen'

Il frutto è di forma oblunga con una base arrotondata e un apice che talvolta sviluppa un piccolo becco. Di solito a maturità pesa intorno al mezzo chilo. L'epidermide del frutto, liscia, ha un colore che tenderebbe al giallo, ma di solito vira verso il porpora scuro. La polpa è quasi senza fibre ed ha un sapore delicato ma dolce. Il frutto contiene un seme monoembrionico. Tipicamente, in Florida, matura da luglio a settembre.
Gli alberi di 'Osteen' sono vigorosi e producono grosse chiome.